# هانا غرين
هانا غرين (بالإنجليزية: Hannah Green)‏ هي لاعبة غولف أسترالية، ولدت في 20 ديسمبر 1996 في برث في أستراليا.